# Emma Laddey

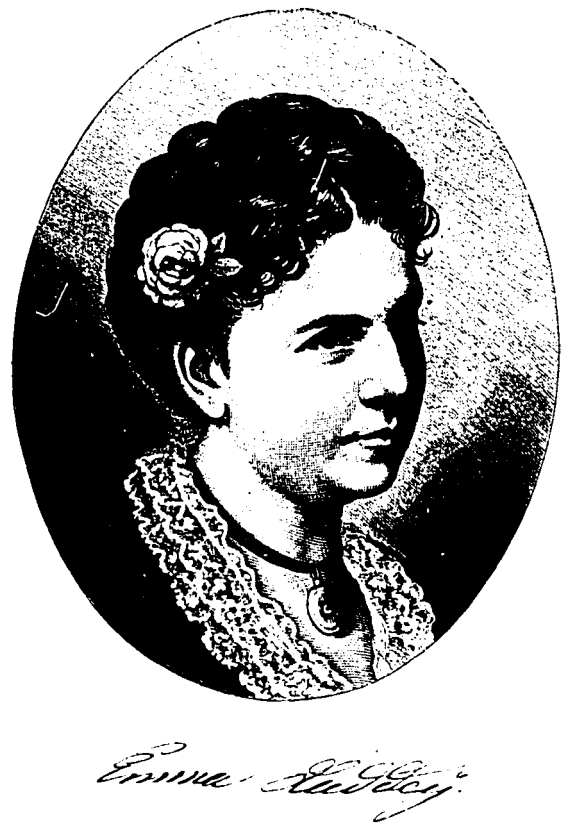
Porträt Emma Laddeys (um 1873)

Emma Laddey, geb. Radtke (* 9. Mai 1841 in Elbing; † 12. April 1892 in München) war eine deutsche Schauspielerin und Schriftstellerin. Sie schrieb auch unter dem Pseudonym „Hermine“.

## Leben
Die Tochter des Arztes F. Radtke schrieb schon als Zehnjährige kleine Theaterstücke. Später nahm sie in Berlin Schauspielunterricht bei Hermann Hendrichs. Sie war am Schauspielhaus in Berlin engagiert, musste später wegen eines Halsleidens den Schauspielerberuf aufgeben.
1864 heiratete sie den Maler Ernst Laddey in Amsterdam. 1865 zog sie mit ihm nach Stuttgart und begann eine rege schriftstellerische Tätigkeit und setzte sich aktiv mit der zeitgenössischen Frauenbewegung auseinander. Auf ihre Anregung hin wurde 1873 der „Schwäbische Frauenverein“ gegründet, der sich für eine höhere Ausbildung und wirtschaftliche Besserstellung der Frauen einsetzte. Ab 1880 lebte Emma Laddey in München.
Neben ihrer Tätigkeit als Romanautorin, Dramatikerin und Jugendbuchautorin war sie Mitarbeiterin zahlreicher Zeitschriften (u. a. Über Land und Meer).

## Werke
- Adele oder des Schicksals Wechsel. Schauspiel in fünf Akten. Mäntler, Stuttgart 1868. (Digitalisat)
- Antonio. Drama in fünf Akten. Mäntler, Stuttgart 1868. (Digitalisat)
- Blumenmärchen (1868)
- Auf eigenen Füßen. Acht Erzählungen (1870)
- Schneewittchen. Dramatisirtes Volksmärchen in fünf Akten. Roth & Wagner, Stuttgart 1870. (Digitalisat)
- Mäntelchen nach dem Winde. Lustspiel in einem Akt. Mäntler, Stuttgart 1871. (Digitalisat)
- Prachtbibliothek für die Jugend. 3 Bände (1872)
- Flitter und Gold. Ein Roman für Mütter und Töchter. Kröner, Stuttgart 1873. (Digitalisat der 4. Aufl.)
- Aus dem Familienleben. Erzählungen für die Jugend (1874)
- Herzensgeschichten aus der Kinderwelt (1874)
- Aus dem Reiche der Frau. Bilder aus dem Frauenleben (1874)
- Aus freier Wahl. Charakterbilder aus der Frauenwelt. Drei Erzählungen (1874)
- Das Tagebuch einer Waise. Eine Erzählung für Deutschlands Töchter (1876)
- Wild erblüht. Eine Geschichte für junge Mädchen (1877)
- Vier Mädchenleben oder Deutsch und Amerikanisch. Erzählung. Bonz, Stuttgart 1879. (Digitalisat)
- Das Storchen – Bilderbuch oder die Geschichte vom kleinen Hänschen (1880)
- Tausend Wochen. Eine Geschichte für junge Mädchen. Bonz, Stuttgart 1884. (Digitalisat)
- Feenhände. Eine Erzählung für junge Mädchen. Henselmann, Stuttgart 1884.
- Onkel's Plauderabende. Ein Buch für liebe Kinder von 8–12 Jahren. Mit 80 Illustrationen. Löwensohn, Fürth 1884. (Digitalisat)
- Ein Jahr in Märchen. Erzählt von Emma Laddey. Mit 12 Bildern in Aquarellen von Heinrich Braun. Stroefer, München 1886. (Digitalisat)
- Aus der Schule des Lebens. Erzählungen für Deutschlands Frauen und Töchter. Stuttgart 1886.
- Alpenröschen. Drei Erzählungen für die reifere Jugend. Hänslemann, Stuttgart 1888.
- Helene und andere Erzählungen. Süddeutsche Verlags-Anstalt, Stuttgart 1888.
- Die Priesterin des Glücks. Ein Roman für Mütter und Töchter. Union deutsche Verlagsgesellschaft, Stuttgart 1890.
- Selbstständige Mädchen. Novellen und Erzählungen aus dem modernen Frauenleben. Verlag des Literarischen Instituts, München 1890 (Digitalisat)
- Frauenbilder im Spiegel der Dichtung. Hutler und Fischer, München 1891. (Digitalisat)